# Vlčí hora (Krušné hory)
Vlčí hora (892 m n. m.) je kopec ve východní části Krušných hor 6 km severo-severovýchodně od Litvínova a 2 km od Loučné, nejvyšší hory krušnohorského podcelku Loučenská hornatina.

## Rozhledna
Na vrcholu stojí telekomunikační věž s rozhlednou. Věž je tvořena ocelovým tubusem o výšce 40 m, kolem kterého se spirálovitě vine schodiště k volně přístupné vyhlídkové plošině umístěné ve výšce 15 m. Z rozhledny je výhled na Loučnou a další krušnohorské hory na západě, na Mosteckou pánev na jihu a také na hory Českého středohoří na jihovýhodě, včetně nejvyšší Milešovky, vzdálené 23 kilometrů.

## Přístup

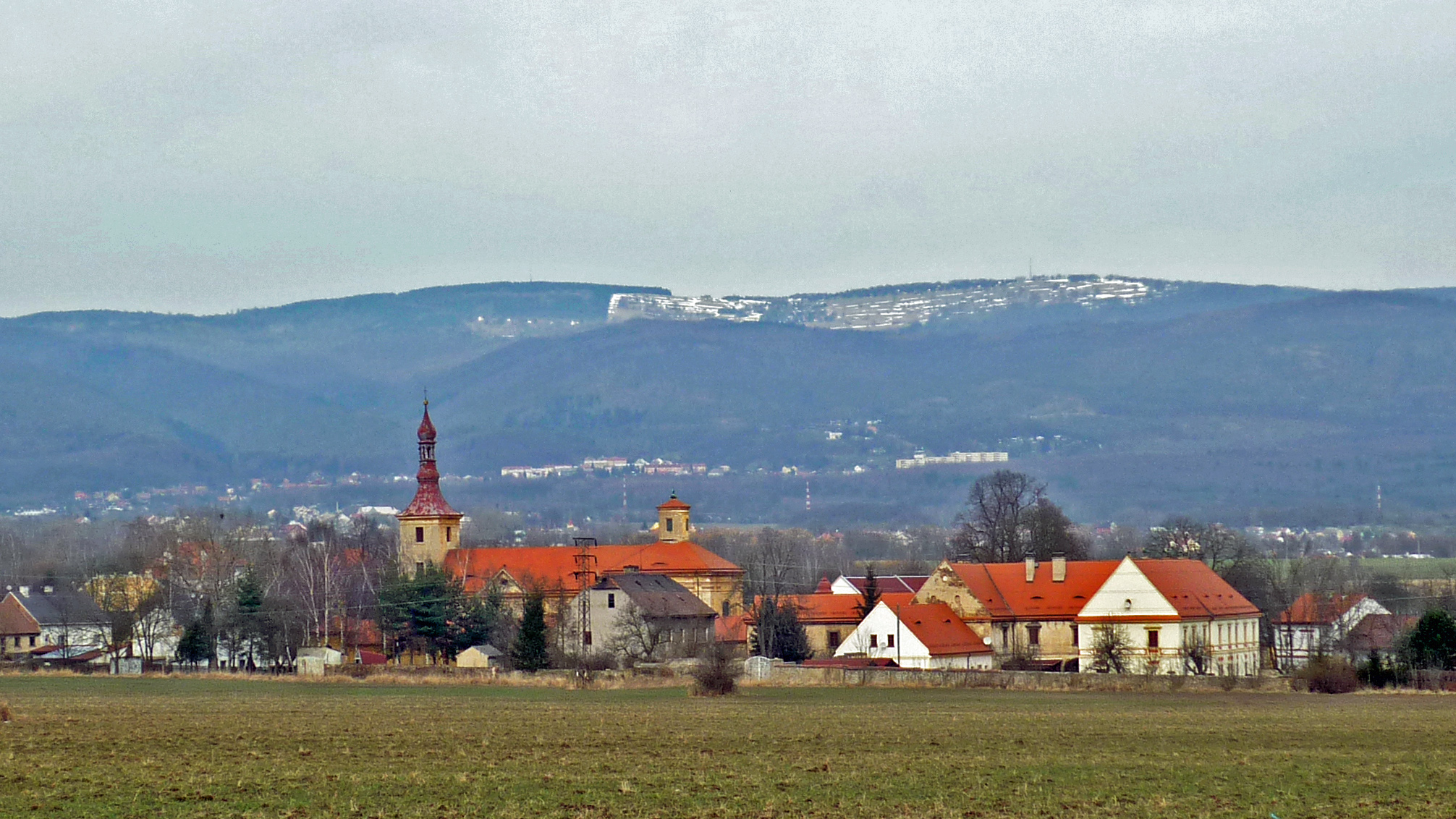
Z podhůří od Mariánských Radčic

Vlčí hora je nejsnáze přístupná z vesnice Dlouhá louka po zeleně  a dále modře  značené cestě. Výstup je dlouhý necelý 1 km s převýšením 25 metrů. Přes vrchol vede i upravovaná běžkařská trasa (lyžařská stopa), odbočka z Krušnohorské lyžařské magistrály, kterou kopíruje i cyklotrasa č. 23.